# غريزغورز كوزلوفسكي
غريزغورز كوزلوفسكي (بالبولندية: Grzegorz Kozłowski)‏ هو دبلوماسي بولندي، ولد في 31 مارس 1974 في وارسو في بولندا.